# Aspalat prosty
Aspalat prosty, czerwonokrzew (Aspalathus linearis (Burman f.) R. Dahlgren) – gatunek krzewu należący do rodziny bobowatych. W stanie dzikim występuje w Afryce południowej.

## Morfologia
PokrójMiotlasto rozgałęziony krzew, osiąga wysokość do 1,5 m. Pędy nabiegłe ciemnoczerwono (stąd nazwa czerwonokrzew).
LiściePojedyncze, równowąskie, długości 2–6 cm, jasnozielone.
KwiatyŻółte, nieduże, osadzone na szypułkach.
OwocPodłużny, owłosiony strąk, długości ok. 1,5 cm.

## Zastosowanie
Liście od dawna stosowane do przyrządzania napoju o nazwie rotbush lub rooibos.